# Вейна (приток Смердели)
Вейна — река в России, протекает в Новосокольническом районе Псковской области. Длина реки составляет 22 км. Площадь водосборного бассейна — 23,7 км².
Река берёт начало в озере Вейно у деревни Самохвалово. Высота истока — 194,9 м над уровнем моря. Устье реки находится у деревни Астратово в 52 км по левому берегу реки Смердель.
По части реки проходит граница Горожанской волости, однако, все населённые пункты, расположенные на реке находятся только в Горожанской волости.
На реке расположены деревни Горожанской волости: Самохвалово, Поперино, Коростели, Ильино, Лог, Астратово.
Система водного объекта: Смердель → Локня → Ловать → Волхов → Нева → Балтийское море.

## Данные водного реестра
По данным государственного водного реестра России относится к Балтийскому бассейновому округу, водохозяйственный участок реки — Ловать и Пола, речной подбассейн реки — Волхов. Относится к речному бассейну реки Нева (включая бассейны рек Онежского и Ладожского озера).
Код объекта в государственном водном реестре — 01040200312102000023063.